# Sirakovo, Vrața
Sirakovo (în bulgară Сираково) este un sat în comuna Borovan, regiunea Vrața,  Bulgaria. 

## Demografie
Componența etnică a satului Sirakovo
     Bulgari (89,33%)
     Nicio identificare (10,66%)
     Altele (0%)
La recensământul din 2011, populația satului Sirakovo era de 225 locuitori. Din punct de vedere etnic, majoritatea locuitorilor (89,33%) erau bulgari. Pentru 10,66% din locuitori nu este cunoscută apartenența etnică.